# Juan José Albornoz
Juan José Albornoz Figueroa (Talca, Chile, 12 de febrero de 1982) es un exfutbolista chileno. Jugaba de centrocampista y su último club fue Rangers de Talca.

## Trayectoria
Sus inicios en el fútbol fueron en las divisiones menores de Rangers de Talca, en donde ya mostraba su gran talento. Luego de siete años en el equipo maulino, se marcha a jugar a las cadetes de la Universidad de Chile. En 1997 volvió a Rangers para comenzar su carrera como profesional.
Después de 4 años en la entidad talquina, con un título de por medio (el Torneo Apertura de Primera B 1997), En junio del año 2002 se marcha a préstamo a Lota Schwager hasta el fin de aquel campeonato. Volvió por un año al elenco rojinegro, donde hizo una excelente temporada, y fue fundamental en el equipo talquino,llamando la atención de equipos grandes de Chile y del Extranjero.. En el año 2005 fue transferido a la Universidad de Concepción, hasta mitad de 2006, ya que luego pasó a formar parte de Unión San Felipe. En 2007 llegó al sur, más específicamente a Provincial Osorno, club que se consagró campeón del campeonato de Primera B ese año. 
En 2008 es transferido a Curicó Unido, integrando el plantel que consiguió el histórico primer ascenso del club a Primera División, siendo una de las figuras del equipo. Se mantuvo en el club jugando en Primera, pero a fin de año Curicó descendió de categoría y Albornoz fue contratado por Palestino,donde hizo muy buenas temporadas en el Club Capitalino.
Regresó a Curicó Unido en 2012, en una mala temporada del club, peleando la permanencia, la cual la consiguió en la última fecha. Después participó del Transición de Primera B 2013, perdiendo la final ante Universidad de Concepción.
Estuvo una temporada en Deportes Copiapó, y en 2014 fichó en Rangers, para cumplir su tercera etapa en el club y retirarse definitivamente en él, dedicándose actualmente al trabajo en las series formativas del club talquino, y en paralelo terminando su carrera de Ingeniería en Administración de Empresas.

## Selección nacional
Albornoz ha participado en las categorías inferiores de la Selección chilena, siendo dirigido tanto en la Sub-20 como en la Sub-23, por el exentrenador de la Universidad de Chile, Héctor Pinto.
▪︎Sudamericano Sub-20 Ecuador 2001,Clasificando para el Mundial de Argentina el mismo año 
▪︎Selección Sub-23, preparatorias para el Torneo Preolímpico Chile 2004

## Clubes
Club deportivo Montessori Talca
2017-2020

## Palmarés
| Club                      | País  | Año       |
| ------------------------- | ----- | --------- |
| Rangers                   | Chile | 1997-2001 |
| Lota Schwager             | Chile | 2002      |
| Rangers                   | Chile | 2003-2004 |
| Universidad de Concepción | Chile | 2005      |
| Unión San Felipe          | Chile | 2006      |
| Provincial Osorno         | Chile | 2007      |
| Curicó Unido              | Chile | 2008-2009 |
| Palestino                 | Chile | 2010-2011 |
| Curicó Unido              | Chile | 2012-2013 |
| Deportes Copiapó          | Chile | 2013-2014 |
| Rangers                   | Chile | 2015-2017 |

| Título    | Club              | País  | Año    |
| --------- | ----------------- | ----- | ------ |
| Primera B | Rangers           | Chile | 1997-A |
| Primera B | Provincial Osorno | Chile | 2007   |
| Primera B | Curicó Unido      | Chile | 2008   |